# Javier Illana
Javier Illana García (Madrid, 12 settembre 1985) è un tuffatore spagnolo. Ha rappresentato la Spagna ai Giochi olimpici di Atene 2004, Pechino 2008 e Londra 2012.

## Palmarès
- Campionati europei di nuoto

Budapest 2010: bronzo nel trampolino 1 m.